# Lê Đức Anh
Dans ce nom vietnamien, le nom de famille, Lê, précède le nom personnel.
Lê Đức Anh, né le 1er décembre 1920 à Thừa Thiên-Huế (Annam, Indochine française) et mort le 22 avril 2019 à Hanoï (Viêt Nam),, est un militaire et homme d'État vietnamien, président de l'État de 1992 à 1997.

## Biographie
Né en 1920 dans la province de Hué (sud), Lê Đức Anh prend part à la lutte pour l'indépendance dès 1937 et rejoint, l’année suivante, le Parti communiste.

### Carrière militaire

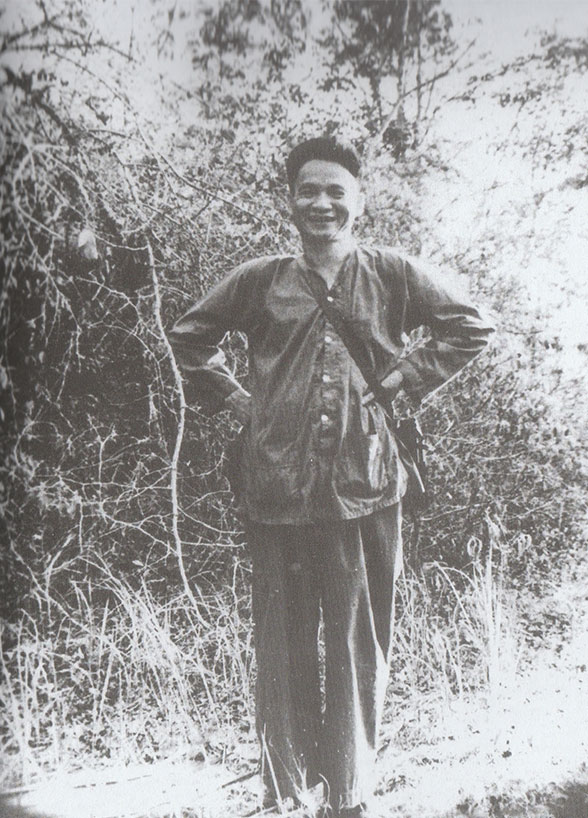
Lê Đức Anh pendant la guerre du Vietnam.

Lê Đức Anh rejoint l'Armée populaire vietnamienne en août 1945.
Aveugle d’un œil, il prend une part active à la libération de Saigon, en 1975, qui signe la fin de la guerre contre les États-Unis et marque la réunification du Vietnam.
Il dirige les forces vietnamiennes pendant le conflit contre les Khmers rouges dans les années 1980.

### Carrière politique
Membre du Parti communiste vietnamien, Lê Đức Anh est décrit comme un tenant de la ligne dure du parti.
il contribuera à faire lever les sanctions internationales et l’embargo américain qui frappent toujours le pays. Il accueille ainsi François Mitterrand lors de sa première visite au Vietnam qui replacera Hanoï dans le concert des nations.
Il a exercé les fonctions de président de l'État du 23 septembre 1992 au 24 septembre 1997.
En 2012, il s’insurge contre les expropriations abusives de paysans à Hai Phong.